# Süpplingenburg
Süpplingenburg is een gemeente in de Duitse deelstaat Nedersaksen. De gemeente maakt deel uit van de Samtgemeinde Nord-Elm in het Landkreis Helmstedt. Süpplingenburg telt 644 inwoners.
Het dorp ontstond naast het 10e-eeuwse waterkasteel aan de rivier Schunter, waarschijnlijk ondersteund door de graven van Haldensleben die toen de positie van markgraven bekleden in de Noordmark. De dochter van Geertruida van Haldensleben, genaamd Hedwich van Formbach trouwde met graaf Gebhard van Supplinburg. Tot in 1173 was het kasteel een bezit van de graven van Supplingburg, waaronder Gebhard's zoon Keizer Lotharius III.
Lotharius liet een Kapittelkerk en een klooster binnen het kasteel Supplingburg bouwen rond 1130. in 1173 werd het kasteel door zijn kleinzoon Hendrik de Leeuw toegekend aan de Tempeliers orde, waarna het in 1357 verviel aan de Orde van Sint-Jan. De commanderij verbleef verbonden aan de orde tot in 1820, toen het werd geannexeerd door het Hertogdom Brunswijk. Het kasteel werd gesloopt in 1875, terwijl de kapittelkerk "St Johannes de Doperkerk" nog steeds bestaat. Deze maakt deel uit van een tussenstop in de "Romantische route".
- Gemeinsame Normdatei: 4628648-2
- Virtual International Authority File: 237010793

Bahrdorf · 
Beierstedt · 
Büddenstedt · 
Danndorf · 
Frellstedt · 
Gevensleben · 
Grafhorst · 
Grasleben · 
Groß Twülpstedt · 
Helmstedt · 
Ingeleben · 
Jerxheim · 
Königslutter am Elm · 
Lehre · 
Mariental · 
Querenhorst · 
Räbke · 
Rennau · 
Schöningen · 
Söllingen · 
Süpplingen · 
Süpplingenburg · 
Twieflingen · 
Velpke · 
Warberg · 
Wolsdorf